# Baikal T1
Le Baikal T1 est un processeur d'architecture MIPS lancé en 2015 par la Russie, dans le but de rendre les services publics indépendants des microprocesseurs conçus par des sociétés des États-Unis.
Ce processeur est conçu par la société russe T-Platforms, spécialisée dans les supercalculateurs. Il est soutenu pour sa conception par le conglomérat de la défense Rostec et co-financé par l'entreprise publique russe Rusnano (Роснано).
Le processeur sera principalement installé dans les entités gouvernementales et les sociétés publiques.
Le processeur est basé sur deux cœurs MIPS P5600, gère deux ports Gbit et un port 10 Gbit, du SATA 6 Gbit/s, de l'USB 2.0 est a une enveloppe thermique totale de 5 watts.